# Братская могила советских воинов (Комарово)

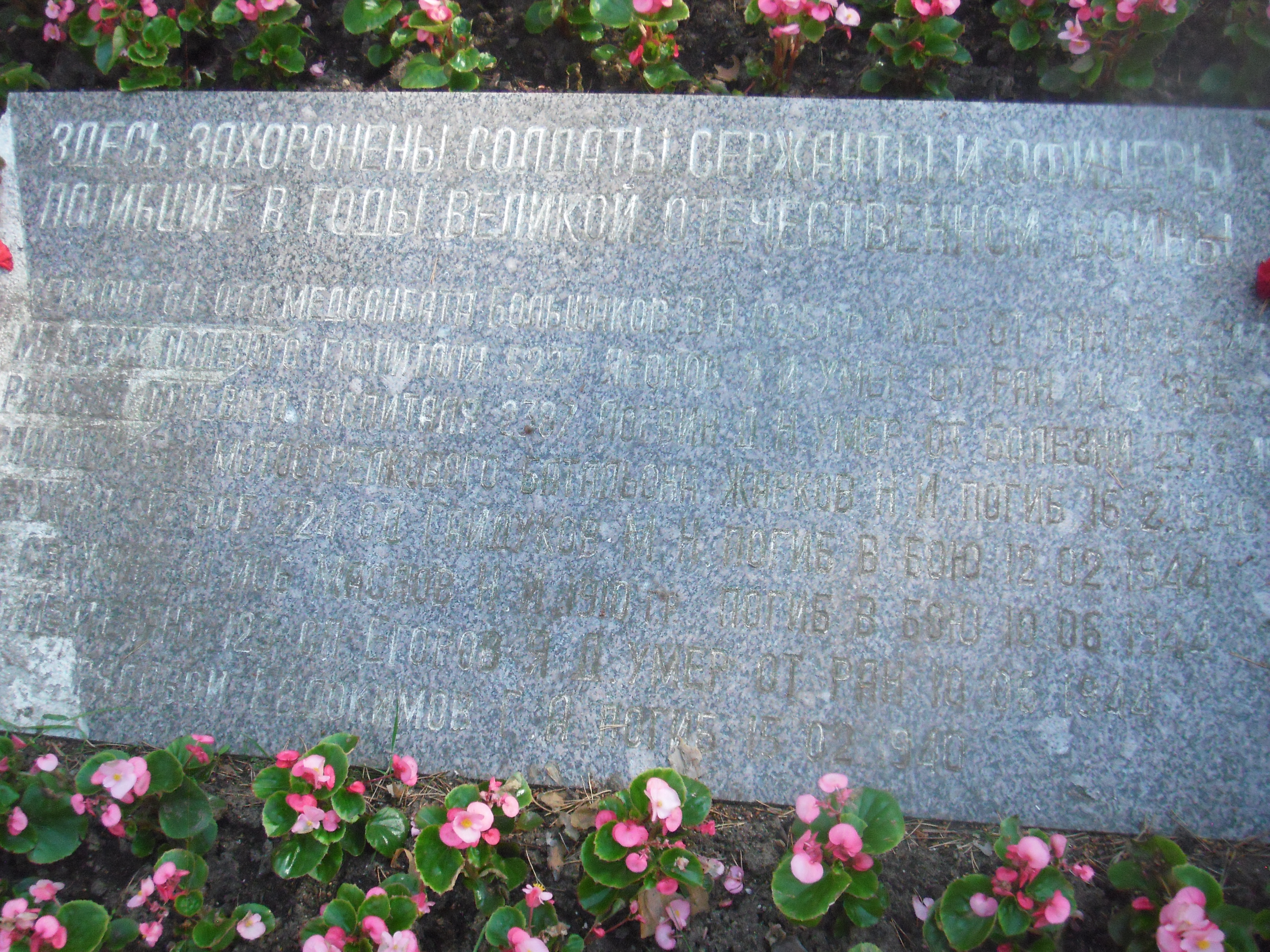
Список солдат

Братская могила советских воинов — Братская могила воинов Советской армии, погибших в годы Великой Отечественной войны в посёлке Комарово Ленинградской области по улице Ленинградской д. 9(/5-й Дачной).
Является объектом культурно-исторического наследия России регионального уровня охраны на основании:
- Решение Исполкома Ленгорсовета от 3 мая 1976 года № 328.